# 利特爾格林斯托爾 (阿肯色州)
利特爾格林斯托爾（英語：Little Green Store）是位於美國阿肯色州密西西比縣的一個非建制地區。該地的面積和人口皆未知。

## 地理
利特爾格林斯托爾的座標為35°57′08″N 90°02′10″W / 35.95222°N 90.03611°W，而該地的平均海拔高度為73米（即239英尺）。